# خوشبختی (فیلم ۱۹۷۷)
خوشبختی (به مالایالم: Aasheervaadam) فیلمی محصول سال ۱۹۷۷ و به کارگردانی آی. وی. ساسی است. در این فیلم بازیگرانی همچون شیلا، اومر، سری دوی، کمال حسن، جایان، بهادر ایفای نقش کرده‌اند.
خوشبختی در زمان اکران خود، تمامی استانداردهای فیلم‌برداری در زمان خود را دارا بود. این فیلم یکی از آثار شاخص شیلا اومر، بازیگر نقش اول آن است. امروزه با گذشت ۴۳ سال از این فیلم، بسیاری از مردم میانسال هند به مرور خاطرت فیلم می‌پردازند. این فیلم در رتبه‌بندی آی ام دی بی‌قرار ندارد.